# Charles Becker
 (avril 2010).
Si vous disposez d'ouvrages ou d'articles de référence ou si vous connaissez des sites web de qualité traitant du thème abordé ici, merci de compléter l'article en donnant les références utiles à sa vérifiabilité et en les liant à la section « Notes et références ».
Charles Becker, né le 26 juillet 1870 et mort le 30 juillet 1915, était un policier de New York, en poste de 1893 à 1912. Il est le premier policier américain condamné à mort et exécuté, pour avoir commandité le meurtre de Herman Rosenthal. Le scandale qui a entouré son arrestation, sa condamnation, et son exécution est un des plus importants de l'ère progressiste à New York.

## Biographie

### Jeunesse
Charles Becker naît dans une famille américano-allemande dans le village de Calicoon Center (comté de Sullivan, New York). Il arrive à New York en 1890 et travaille en tant que videur dans un Bierpalast, avant de rejoindre le département de police de New York en novembre 1893. 
A l'automne 1896, il arrête une prostituée appelée Ruby Young (dite Dora Clark) sur Broadway, ce qui lui vaut une notoriété nationale en raison des relations que Young entretenait avec l'écrivain Stephen Crane. En 1911, alors lieutenant, il prend la tête d'une des trois brigades des mœurs de la ville.

### Activités criminelles
Charles Becker est soupçonné d'avoir profité de son statut afin d'extorquer de l'argent à des maisons closes et des cercles de jeux illégaux, pour un total dépassant $100 000, en échange de la bienveillance de la police. Une partie de ces sommes étaient versées à d'autres policiers, ainsi qu'à des hommes politiques.
En juillet 1912, il est l'un des trois fonctionnaires new-yorkais impliqués dans l'affaire Herman Rosenthal. Ce dernier, un petit bookmaker de quartier, avait dénoncé à la presse les méthodes de Charles Becker, ajoutant que l'avarice de celui-ci avait gravement compromis la santé financière de ses établissements.
Deux jours après la publication de ces révélations, Herman Rosenthal est assassiné de quatre coups de feu par Gyp the Blood et Louis «Lefty Louie» Rosenberg en sortant de l'hôtel Metropole sur la quarante-troisième rue. Le procureur de Manhattan Charles S. Whitman, qui avait contacté Rosenthal avant sa mort, a alors la conviction que Becker a commandité le meurtre. Ce dernier est transféré au Bronx et affecté à un travail de bureau.

### Arrestation et exécution
Charles Becker est arrêté dans la nuit du 29 juillet 1912. Il est condamné à la peine capitale pour le meurtre d'Herman Rosenthal, et exécuté sur la chaise électrique à Sing Sing le 30 juillet 1915. Il est enterré au cimetière de Woodlawn dans le Bronx.